# Lepidochrysops badhami
Badham's Blue (Lepidochrysops badhami) là một loài bướm ngày thuộc họ Lycaenidae. Nó là loài đặc hữu của Nam Phi, nơi nó được tìm thấy ở Succulent Karoo to phía đông của Springbok in the North Cape.
Sải cánh dài 28–32 mm đối với con đực and 29–32 mm đối với con cái. Con trưởng thành bay từ tháng 9 đến tháng 10. Có một lứa một năm.
Ấu trùng ăn Pelargonium dasyphyllum.